# 凌劉月芬
凌劉月芬，BBS，MH，現任沙田公立學校法團校董會主席、香港弱智人士體育協會副會長。先後曾擔任沙田公立學校校長、課程發展議會成員、香港特殊學校議會主席、家長教育導向委員會成員、交通諮詢委員會成員、課程發展議會成員、上訴委員會(遊戲機中心) 成員、排水事務上訴委員備選小組成員、平等機會委員會成員、上訴委員會(房屋) 成員、沙田西二分區委員會成員等公職。2000年至2007年任沙田區議會委任議員。
凌劉月芬在公共及社會服務方面，表現傑出，尤其致力發展特殊教育和推廣弱智人士體育活動，貢獻良多。

## 榮譽
- 榮譽勳章 (2002年)
- 銅紫荊星章 (2007年)